# Cibera
cibera war die Virtuelle Fachbibliothek Ibero-Amerika / Spanien / Portugal. Sie war von November 2004 bis 2017 online und stellte einen zentralen Einstiegspunkt für die Internetrecherche nach Fachinformation zum spanisch- und portugiesischsprachigen Kulturraum dar. Das Webportal ermöglichte das kostenlose Nachweisen und Auffinden von digitalen Volltexten, Internetquellen, Zeitschriften und Einträgen in Fachdatenbanken, sowie das Durchsuchen von Fachkatalogen und einem Pressearchiv.
cibera wurde gemeinschaftlich von folgenden Einrichtungen betrieben: 
- Ibero-Amerikanisches Institut
- Staats- und Universitätsbibliothek Hamburg Carl von Ossietzky
- GIGA Institut für Lateinamerika-Studien in Hamburg
- Staats- und Universitätsbibliothek Bremen
- Westfälische Wilhelms-Universität, Münster

Das Projekt wurde von der DFG (Deutsche Forschungsgemeinschaft) gefördert und war Partner von vascoda.
Es wurde abgelöst durch die zwei Fachinformationsdienste Romanistik und Lateinamerika, Karibik und Latino Studies.

## Die wichtigsten Angebote
- die Kataloge von neun Spezialbibliotheken
- eine Sammlung von ausgewählten, bibliothekarisch erschlossenen und qualitätskontrollierten Internetquellen
- eine Sammlung von digitalen Volltexten, hauptsächlich Graue Literatur, Hochschulschriften sowie Artikel aus E-Journals
- ein Verzeichnis der Forschung zu Lateinamerika, Spanien und Portugal mit den biographischen und bibliographischen Daten von über 1.000 Wissenschaftlern und Experten im deutschsprachigen Raum
- ein Pressearchiv von ausgewählten Artikeln aus dem Internetangebot überwiegend lateinamerikanischer Tages- und Wochenzeitungen seit 1974
- einem wissenschaftlichen Weblog, dem ciberaBlog, das sowohl über Rechercheoptionen als auch über Themen der Virtuellen Fachbibliothek informiert
- einem Recherchekurs Hispanistik mit Informationen zur wissenschaftlichen Arbeit und zu Quellen der Hispanistik
- verschiedene Datenbanken mit Zeitschriften-Inhaltsverzeichnissen
- Metasuche: cibera durchsucht alle Ressourcen gleichzeitig.

## Veröffentlichungen
- Annette Karl, Ulrike Mühlschlegel, Ralf Ullrich, cibera: Virtuelle Fachbibliothek Ibero-Amerika / Spanien / Portugal, in: Bibliotheksdienst 39. Jg. (2005), H. 2, S. 162f. doi:10.1515/bd.2005.39.12.1588
- Annette Karl, Wiebke von Deylen, Brigitte Farenholtz, Ulrike Mühlschlegel, Regine Schmolling, Christoph Strosetzki, Markus Trapp, Ralf Ullrich, Brigitte Waldeck, cibera: Virtuelle Fachbibliothek Ibero-Amerika / Spanien / Portugal. – Teil 2: Die einzelnen Elemente, in: Bibliotheksdienst 40. Jg. (2006), H. 1, S. 27f. doi:10.1515/bd.2006.40.1.27
- Annette Kolbe, Querschnitte und Schnittstellen: Regionale Geschichte Lateinamerika, Spanien, Portugal, in: Geschichte im Netz: Praxis, Chancen, Visionen. Band 10 • 2007 • Teilband II: Virtuelle Fachbibliotheken für die historische Forschung, Artikel im Tagungsband
- Markus Trapp, cibera 2.0: Die Erweiterung der Virtuellen Fachbibliothek Ibero-Amerika / Spanien / Portugal um Web-2.0-Funktionen. in: Bibliotheksdienst 43. Jg. (2009), H. 5, S. 517f. doi:10.1515/bd.2009.43.5.517